# Kõpu (poloostrov)
Poloostrov Kõpu (estonsky: Kõpu poolsaar) také Dagerort, se rozprostírá v západní části ostrova Hiiumaa v Baltském moři v Estonsku. Administrativně patří pod kraj Hiiumaa.

## Popis
Poloostrov Kõpu je dlouhý asi 21 kilometrů a široký až 7,3 kilometry (severojižně). Na západní části končí Ristnovým mysem (Ristna neem). Poloostrov omývají vody zálivů Kaleste, Kiduspe, Mardihansu (na jihu) a Luidja (na severu). 
Na poloostrově, ve vesnicích Hirmuste, Jõesuu, Kalana, Kaleste, Kiduspe, Kõpu, Luidja a Mägipe, žije asi 200 obyvatel. V letních měsících se daří turistickému ruchu, je zde mnoho rekreantů. Významným přístavem, hlavně v zimních měsících, byl rybářský přístav Kalana. Po dostavbě je to přístav Lehtma.

## Povrch
Nejvyšším bodem je vrch Tornimägi vysoký 68 metrů. Na značné části rostou jehličnaté lesy (borovice a smrk).
Poloostrov má tři přírodní rezervace: přírodní rezervaci Kõpu, chráněnou oblast Kõpu-Vaessoo a oblast Suureranna.

## Podnebí
Průměrná roční teplota je 6 °C. Nejteplejším měsícem je srpen s 16 °C a nejchladnějším je únor s −3 °C.

## Památky
Na poloostrově stojí maják Kõpu postavený v roce 1531 a Ristna z roku 1874.